# Đuro Zatezalo
Đuro Zatezalo (Donje Dubrave, 21. srpnja 1931. — Donje Dubrave, 6. kolovoza 2017.) bio je pedagog, pravnik i povjesničar.

## Životopis
Rođen je u Donjim Dubravama na Kordunu, ranije u sastavu općine Gornje Dubrave, a danas je to dio grada Ogulina. Sin je majke Marte i oca Rade koji su imali 10 sinova i 3 kćeri.

### Obrazovanje
Osnovnu školu završio je u Donjim Dubravama, a učiteljsku školu u Karlovcu 1951. godine, izvanredno, uz rad, trogodišnju višu pedagošku školu u Zagrebu 1958. godine na grupi predmeta: povijest, hrvatsko-srpski jezik i jugoslavenska književnost. U Sarajevu je završio Filozofski fakultet na grupi predmeta: povijest naroda Jugoslavije i opća povijest. Na Institutu za povijest države i prava Pravnog fakulteta Sveučilišta u Zagrebu iz područja državnopolitičkih znanosti, gdje je magistrirao 5. studenoga 1969. godine. Tu je 1. srpnja 1977. godine obranio i doktorsku disertaciju pod naslovom: "Nastanak, razvoj i organizacija narodne vlasti na Kordunu, Baniji i Lici u periodu od 1941.-1945. godine".

### Rad
Radio je kao učitelj u Kruškovači i Oštarijama, nastavnik i profesor na Ekonomskoj školi u Karlovcu, prosvjetni savjetnik za hrvatsko-srpski jezik i povijest na Zavodu za školstvo kotara Karlovac, tajnik Komisije za povijest kotara Karlovac. Od 1960. godine isključivo je radio na prikupljanju i obradi arhivske građe, objavljivanju izvorne građe, objavljivanju studija.
Pokretač je i osnivač Povijesnog arhiva u Karlovcu te izgradnje suvremene arhivske zgrade, jedine takvog tipa novoizgrađene u Hrvatskoj, čiji je direktor bio punih 30 godina, do umirovljenja 1994. godine. Imao je titulu znanstvenog i arhivskog savjetnika. Autor je 15 knjiga, više od stotinu stručnih i znanstvenih radova, bio je organizator i sudionik niza znanstvenih skupova s tematikom iz vremena 20. stoljeća, a najviše iz razdoblja Narodnooslobodilačke borbe naroda Jugoslavije od 1941. do 1945. godine. Glavni je i odgovorni urednik više desetina monografija, studija i zbornika u izdanju Povijesnog arhiva u Karlovcu i nekim drugim institucijama.
Bio je i potpredsjednik Savjeta za nacionalne manjine Republike Hrvatske od 2003. do 2011. godine.
Nositelj je brojnih priznanja za naročite zasluge i postignute uspjehe u radu, među kojima Orden rada sa zlatnim vijencem, Nagrada za životno djelo općine i grada Karlovca, Povelje ZAVNOH-a i drugih.

## Vanjske poveznice
- Predgovor knjige „Radio sam svoj seljački i kovački posao“ - Autor Dr. Đuro Zatezalo  Arhivirana inačica izvorne stranice od 14. svibnja 2015. (Wayback Machine)
- [neaktivna poveznica]